# Сосна Мартинеса
Сосна Мартинеса (лат. Pinus maximartinezii) — вид вечнозелёных хвойных деревьев рода Сосна семейства Сосновые (Pinaceae). Естественный ареал распространения находится в двух мексиканских штатах. В Красной книге МСОП вид классифицируется как вымирающий. Съедобные семена являются самыми крупными среди всех сосен, их собирают и продают.

## Ботаническое описание

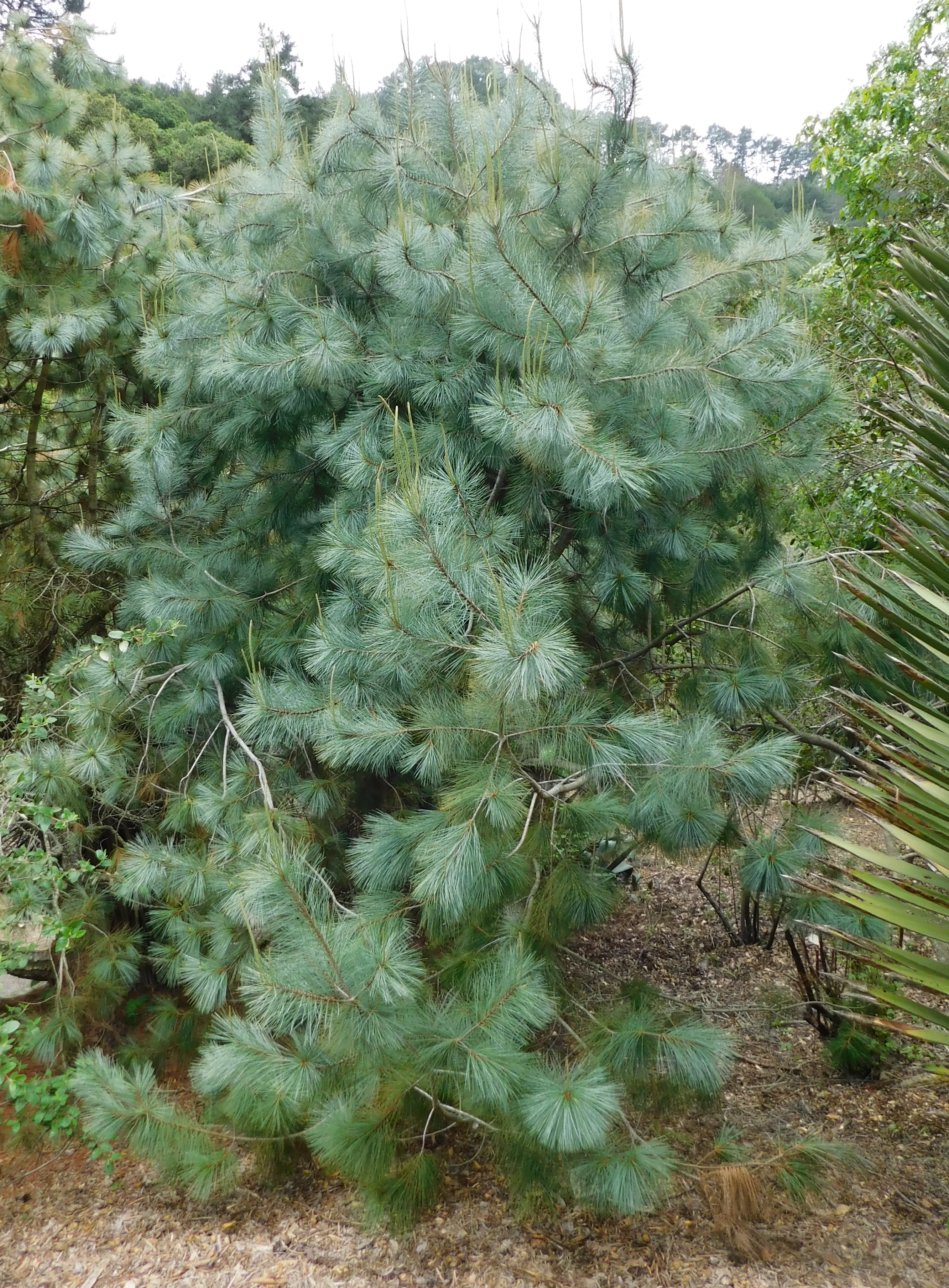
Молодое дерево в ботаническом саду Калифорнийского университета в Беркли

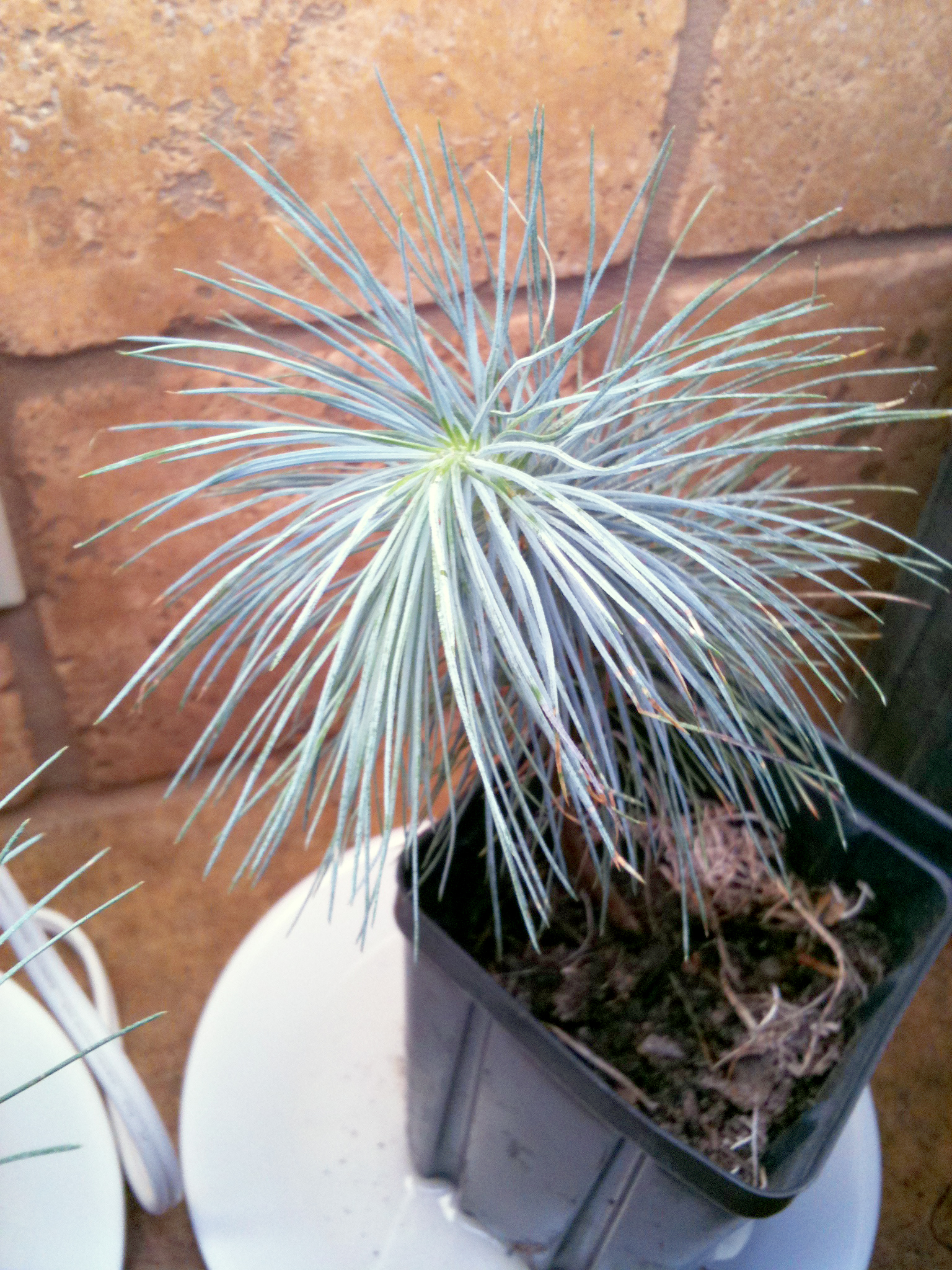
Сеянец с голубой хвоей

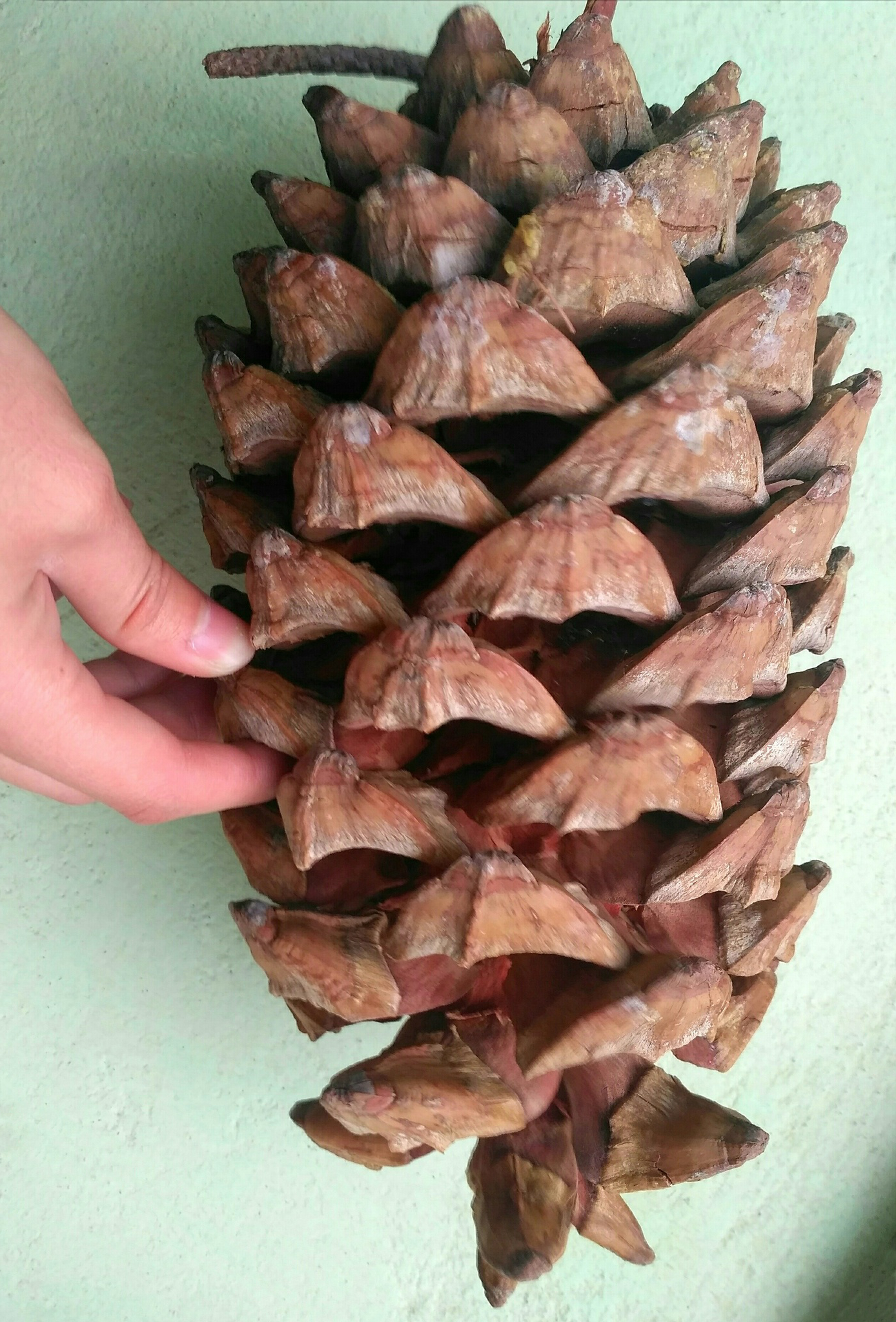
Зрелая шишка с извлечёнными семенами в сравнении с кистью руки

Вечнозелёное дерево высотой от 5 до 10, редко до 15 метров и диаметром на высоте 1,3 м от 40 до 50 сантиметров. Ствол короткий, часто скрученный или изогнутый. Кора ствола вначале красновато-коричневая, позже серая, толстая у земли, в остальное время тонкая, обычно гладкая и только у старых деревьев шероховатая, разделённая, как мозаика, на квадратные пластинки размером около 10 сантиметров. Ветви длинные и растут от восходящих до прямостоячих в верхней части дерева, раскидистые в нижней части. Молодые побеги голые или основание пучков хвои слегка опушено, первоначально сизоватые или серо-зелёные, позже оранжево-коричневые или серые.
Листья чешуи узкотреугольные, около 5 миллиметров в длину, хвостовые и зубчатые. Вегетативные почки смолистые, мелкие, яйцевидно-конические. Терминальные почки длиной от 5 до 8 миллиметров.
Хвоинки обычно растут по пять, очень редко по три или четыре в светло-коричневом игольчатом чехле длиной 7-8 миллиметров, внешние чешуйки которого вскоре опадают. Внутренние чешуйки отгибаются и образуют розетку у основания пучка игл, которая, однако, опадает раньше, чем иглы. Хвоинки прямые, мягкие, длиной от 7 до 11, иногда до 13 сантиметров и шириной от 0,5 до 0,7 миллиметра. Они цельные и заострённые, сизовато-зелёные, на некоторых деревьях зелёные, а адаксиальные стороны часто беловатые. Только на адаксиальных сторонах видны линии стоматов. Формируются два больших смоляных канала. Хвоя остаётся на дереве в течение двух лет.
Относительно крупные сеянцы образуют от 18 до 24 котиледонов. Хвоя молодых деревьев изогнутая, уплощённая, длиной около 8 миллиметров, серебристо-голубого цвета и сохраняется до 20 лет, то есть долгое время после того, как сформируется обычная хвоя.
Пыльцевые шишки желтоватые, яйцевидно-продолговатые, длиной 8-10 миллиметров. Пыльцевые шишки растут по бокам.
Семенные шишки растут латерально, поодиночке на тонких веточках на короткой ножке, почти прижатые. Зрелые шишки обычно от 17 до 25 (15-27) сантиметров в длину, яйцевидно-усечённые и от 10 до 15 сантиметров в диаметре, когда семенные чешуи открыты. От 60 до 110 семенных чешуек раскрываются медленно, и часто недостаточно, чтобы выпустить семена. Они очень толстые деревянистые, жесткие, обратно-ромбовидные, шириной около 50 миллиметров ниже апофизы. Форма варьируется от основания до вершины конуса, но по всему периметру она одинакова. Адаксиально имеются глубокие углубления, в которых находятся семена. Апофиза отчетливо приподнята, 35-50 мм длиной и 20-35 мм шириной, ромбически-пирамидальная в центре конуса, обычно прямая, поперечно килеватая, тусклого светло-коричневого до красновато-коричневого цвета, часто смолистая. Умбо лежит дорсально и имеет тот же цвет, что и апофиза, или серовато-коричневый, тупо-треугольный или ромбически-пирамидальный, иногда снабжён небольшим шипом.
Семена удлинённые или яйцевидно-продолговатые с длиной от 20 до 28 миллиметров, шириной иногда от 8 обычно 10-12 миллиметров и толщиной от 7 до 10 миллиметров. Толщина кожицы составляет около 2 миллиметров, она очень твёрдая. Семенное крыло отсутствует, когда семена отделяются от семенной чешуи.
Пыльца обычно выделяется с мая по июнь, для созревания семенных шишек требуется от 18 до 24 месяцев, и, возможно, больше времени для созревания семян, которые обычно остаются в шишке. Белки и птицы, играют важную роль в рассеивании семян, но это ещё не исследовано.

## Распространение и экология
Вид встречается только в двух местах на юге штата Сакатекас в Мексике. Два древостоя произрастают на высоте от 1800 до 2400 метров. Почва состоит из песчаника, известняка и метаморфических пород. Почвы неглубокие и очень каменистые. Годовое количество осадков составляет от 700 до 800 миллиметров и выпадает в основном в течение 4 месяцев летом. Вероятно, ареал можно отнести к 8-й зоне зимостойкости со среднегодовыми минимальными температурами от −12,2 до −6,7 °C.
Практически единственный вид сосны в этом районе, но иногда встречаются также экземпляры сосны гладколистной чихуахуанской (Pinus leiophylla var. chihuahuana). Кроме того, часто встречаются листопадные деревья, например, виды рода дуб (Quercus), такие как дуб магнолиелистный (Quercus magnoliifolia = Quercus macrophylla), которые сбрасывают свои листья во время длительного сухого периода с сентября по май.
В декабре 2010 года вторая популяция была обнаружена в Ла Муралла в Дуранго, примерно в 200 километрах от Хучипилы.
В Красной книге МСОП вид классифицируется как «Находящийся под угрозой исчезновения». Известен только по популяциям, которые вместе занимают около 35 квадратных километров, которые лежат на территории площадью около 376 квадратных километров («степень встречаемости»). Известны две отдельные популяции, одна в Сакатекасе, насчитывающая около 2000—2500 взрослых особей деревьев, и другая в Дуранго, насчитывающая около 900 взрослых особей. Возможно, что между этими областями есть и другие популяции. Наибольшую угрозу представляют пожары и прогрессирующая эрозия, вызванная выпасом скота. Кроме того, семена интенсивно используются, что может привести к уменьшению молодых саженцев.

## Систематика
Вид был впервые описан в 1964 году Ежи Жедовским в журнале «Ciencia, Revista Hispano-Americana de Ciencias Puras y Aplicadas». Видовой эпитет maximartinezii дан в честь мексиканского ботаника Максимино Мартинеса (1888—1964), который провел научное исследование хвойных деревьев Мексики, но не знал о данном виде сосны.

## Использование
Как и у других видов подсекции Cembroides, семена сосны Мартинеса съедобны, поэтому их собирают, а также продают на местном рынке. Из-за коротких стволов и обильного ветвления древесина практически не используется. В Мексике иногда используют как декоративное дерево, но за пределами Мексики сосна Мартинеса встречается только в ботанических садах, например, в ботаническом саду Калифорнийского университета в Беркли. Вид легко культивируется, а молодые деревья имеют высокую декоративную ценность из-за голубоватой хвои.